# Cl. Guyot
Cl. Guyot est un musicien et compositeur français actif au milieu du XVIIe siècle.

## Biographie
Aucun élément sur lui, pour l’instant. Il pourrait se prénommer Claude ou Clément.

## Œuvres

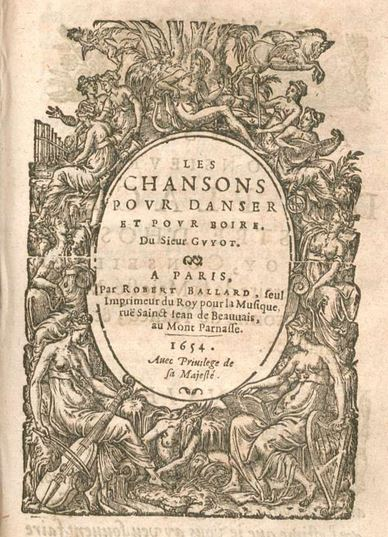
Page de titre des Chansons de Cl. Guyot (Paris, 1654).

Son œuvre connu consiste uniquement en chansons :
- Les Chansons pour danser et pour boire du sieur Guyot [1-2 v.]. Paris, Robert III Ballard, 1654. 1 vol. 8°. Guillo 2003 n° 1654-I, RISM G 5173 et 5174.

Dédicace à Monsieur Des Places, Maître d'Hôtel du Roi, Conseiller & Secrétaire de sa Majesté, Maison & Couronne de France, & de ses Finances, signée Cl. Guyot. Le compositeur y déclare recevoir continuellement les grâces de la bonté de son protecteur.
Contient 26 chansons pour danser, 1 courante pour danser, 2 airs et 10 chansons pour boire.
Numérisé par la BSB à Munich.